# Miss USA 2011
Miss USA 2011 fue la 60.ª edición de Miss USA. Se realizó en el Theatre for the Performing Arts en Planet Hollywood Resort and Casino en Las Vegas el 19 de junio de 2011. La ganadora, Alyssa Campanella representará a Estados Unidos en el certamen de Miss Universo 2011 a realizarse el 12 de septiembre en São Paulo, Brasil. Miss USA 2010, Rima Fakih de Míchigan, coronó a su sucesora, Alyssa Campanella de California. Los 50 estados y el Distrito de Columbia compitieron por el título que fue transmitido en vivo para la costa este en NBC.

## Clasificaciones
| Resultados finales | Candidata |
| ------------------ | --- |
| Miss USA 2011      | California - Alyssa Campanella |
| Primera finalista  | Tennessee - Ashle Durham |
| Segunda finalista  | Alabama - Madeline Mitchell |
| Tercera finalista  | Texas - Ana Rodriguez |
| Top 8              | - Carolina del Sur - Courtney Turner - Hawái - Angela Byrd - Maine - Ashley Lynn Marble - Maryland - Allyn Rose |
| Top 16             | - Arizona - Brittany Brannon - Florida - Lisette Garcia - Georgia - Kaylin Reque - Indiana - Jillian Wunderlich - Misuri - Hope Driskill - Nuevo México - Brittany Toll * - Nueva York - Amber Collins - Utah - Jamie Crandall |

- Votada en la Internet y por mensajes de texto para completar el Top 16

## Delegadas
| Estado               | Nombre                  | Lugar            | Edad1 | Altura | Lugares           | Premios                                                   | Notas |
| -------------------- | ----------------------- | ---------------- | ----- | ------ | ----------------- | --------------------------------------------------------- | --- |
| Alabama              | Madeline Mitchell       | Russellville     | 22    | 5'7"   | Segunda finalista |                                                           | |
| Alaska               | Jessica Chuckran        | Anchorage        | 24    |        |                   |                                                           | Candidata en National Sweetheart 2008 |
| Arizona              | Brittany Brannon        | Paradise Valley  | 22    | 5'5"   |                   |                                                           | Anteriormente Miss Teen America 2007 |
| Arkansas             | Lakynn McBride          | White Hall       | 20    | Top 16 |                   | Miss Fotogenica                                           | |
| California           | Alyssa Campanella       | Los Ángeles      | 21    | 5'10"  | Miss USA 2011     |                                                           | Anteriormente Miss New Jersey Teen USA 2007 y primera finalista en Miss Teen USA 2007                                                                                         |
| Colorado             | Blair Griffith          | Denver           | 23    | 5'5"   |                   |                                                           | Anteriormente Miss Colorado Teen USA 2006 |
| Connecticut          | Regina Turner           | Hartford         | 21    |        |                   |                                                           | |
| Delaware             | Katie Hanson            | Newark           | 20    |        |                   |                                                           | |
| Distrito de Columbia | Heather Swann           | Washington D. C. | 23    |        |                   |                                                           | |
| Florida              | Lissette Garcia         | Miami            | 26    | 5'11"  | Top 16            |                                                           | Representó a Cuba en Reina Hispanoamericana 2007 y entró al Top 8 |
| Georgia              | Kaylin Reque            | Suwanee          | 22    | Top 16 |                   |                                                           | |
| Hawái                | Angela Anela Iokia Byrd | Honolulu         | 18    | 5'10"  | Top 8             |                                                           | Nació en China |
| Idaho                | Erza Haljiti            | Meridian         | 20    |        |                   |                                                           | Nació en Kosovo |
| Illinois             | Angela Sparrow          | Chicago          | 25    | 5'8"   |                   |                                                           | |
| Indiana              | Jillian Wunderlich      | Kokomo           | 20    | 5'6"   | Top 16            |                                                           | Anteriormente Miss Florida Teen USA 2008 y top 15 en Miss Teen USA 2008 |
| Iowa                 | Rebecca Goldsmith       | Chariton         | 26    | 5'8"   |                   |                                                           | |
| Kansas               | Jaymie Stokes           | Lenexa           | 20    | 5'11"  |                   |                                                           | Anteriormente Miss Kansas Teen USA 2007 y top 10 en Miss Teen USA 2007 |
| Kentucky             | Kia Hampton             | Louisville       | 22    | 5'5"   |                   | Miss Simpatía                                             | |
| Luisiana             | Page Pennock            | Shreveport       | 21    | 5'10"  |                   |                                                           | |
| Maine                | Ashley Marble           | Topsfield        | 27    | 5'10"  | Top 8             |                                                           | Anteriormente Miss Maine Teen USA 2000, fue primera finalista pero obtuvo ese puesto porque Emily Johnson renunciara debido a una emergencia familiar                         |
| Maryland             | Allyn Rose              | Newburg          | 23    | 5'9"   | Top 8             |                                                           | Anteriormente Miss Sinergy 2010 |
| Massachusetts        | Alida D'Angona          | Boston           | 24    | 5'8"   |                   |                                                           | |
| Míchigan             | Channing Pierce         | Royal Oak        | 24    | 5'9"   |                   |                                                           | |
| Minnesota            | Brittany Thelemann      | Plymouth         | 24    |        |                   |                                                           | |
| Misisipi             | Keeley Patterson        | Starkville       | 19    |        |                   |                                                           | |
| Misuri               | Hope Driskill           | Jefferson City   | 21    | 5'9"   | Top 16            |                                                           | |
| Montana              | Brittany Wiser          | Bozeman          | 23    |        |                   |                                                           | Previously Miss Montana 2009 |
| Nebraska             | Haley Herold            | Omaha            | 23    |        |                   |                                                           | |
| Nevada               | Sarah Chapman           | Henderson        | 27    | 5'10"  |                   |                                                           | Top 15 en Miss California USA 2010, Miss California USA 2009 cuarta finalista, top 10 en Miss California USA 2008 y 2007, y hermana de Miss California USA 2004 Ellen Chapman |
| Nuevo Hampshire      | LacyJane Folger         | Farmington       | 22    |        |                   |                                                           | |
| Nueva Jersey         | Julianna White          | Haddon           | 22    | 5'7"   |                   |                                                           | Anteriormente Miss New Jersey Teen USA 2006 y top 10 en Miss Teen USA 2006 |
| Nuevo México         | Brittany Toll           | Las Cruces       | 24    | 5'9"   | Top 16            | Elegida por el público en la Internet y mensajes de texto | Miss New Mexico Teen USA 2005 y top 10 en Miss Teen USA 2005 y miembro en 2009 del Teach For America                                                                          |
| Nueva York           | Amber Collins           | Manhattan        | 26    | Top 16 |                   |                                                           | |
| Carolina del Norte   | Brittany York           | Wilmington       | 21    | 5'6"   |                   |                                                           | |
| Dakota del Norte     | Brandi Schoenberg       | Bismarck         | 26    |        |                   |                                                           | |
| Ohio                 | Ashley Caldwell         | Gallipolis       | 24    |        |                   |                                                           | |
| Oklahoma             | Kaitlyn Smith           | Norman           | 22    |        |                   |                                                           | |
| Oregón               | Anna Prosser            | Portland         | 26    |        |                   |                                                           | Candidata en National Sweetheart 2008 |
| Pensilvania          | Amber Watkins           | Filadelfia       | 26    | 5' 7"  |                   |                                                           | |
| Rhode Island         | Kate McCaughey          | Lincoln          | 23    |        |                   |                                                           | |
| Carolina del Sur     | Courtney Turner         | North Augusta    | 21    | Top 8  |                   |                                                           | Anteriormente Miss Teen United States 2009 |
| Dakota del Sur       | Chandra Burnham         | Highmore         | 23    |        |                   |                                                           | |
| Tennessee            | Ashley Durham           | Adamsville       | 21    | 5'4"   | Primera finalista |                                                           | Anteriormente Miss Tennessee Teen USA 2006 |
| Texas                | Ana Rodriguez           | Laredo           | 25    | 5'8"   | Tercera Finalista |                                                           | Primer finalista en Miss Texas USA 2010, segunda finalista en Miss Texas USA 2009 y Miss Texas USA 2008 y Top 15 en Miss Texas USA 2007                                       |
| Utah                 | Jamie Crandall          | Salt Lake City   | 23    | 5'8"   | Top 16            |                                                           | |
| Vermont              | Lauren Carter           | Burlington       | 21    | 5'8"   |                   |                                                           | |
| Virginia             | Nikki Poteet            | Richmond         | 24    | 5'10"  |                   |                                                           | |
| Washington           | Angelina Kayyalaynen    | Vancouver        | 21    |        |                   |                                                           | Nació en Ucrania |
| Virginia Occidental  | Whitney Veach           | Petersburg       | 24    | 5'5"   |                   |                                                           | Anteriormente Miss West Virginia Teen USA 2003 |
| Wisconsin            | Shaletta Porterfield    | Madison          | 26    | 5'10"  |                   |                                                           | |
| Wyoming              | Kaitlyn Davis           | Laramie          | 20    | 5'9"   |                   |                                                           | |

## Cambios con respecto a ediciones anteriores
- La presentación de las candidatas no fue pregrabada (Como se hacía anteriormente), sino que cada una mencionó su nombre, su edad y su estado representado en uno de los 3 micrófonos dispuestos al frente en el escenario.
- La música de fondo para el anuncio de las semifinalistas, finalistas, Final look, presentación de las candidatas y pregunta final fue cambiada totalmente.
- Cada vez que terminaban las propagandas, se mostraron videos cortos del certamen de Miss USA en años anteriores en conmemoración a los 60 años del certamen.
- Por primera vez, el público eligió a una de las Semifinalistas.
- Para el anuncio del Top 16, se repartieron a todas las candidatas en 5 grandes grupos de acuerdo a su ubicación geográfica en el mapa de Estados Unidos, esto con el fin de que todas las regiones tuvieran representación en el Top.
- Las puntuaciones otorgadas por los jueces para los desfiles en traje de baño y traje de gala fueron sustituidas por en "Fan vote", sistema en el cual los usuarios calificaron via internet a cada una de las candidatas. Estas puntuaciones NO incidieron de ninguna manera en la clasificación al Top 8 y Top 4.
- Al tiempo que las candidatas realizaban sus desfiles y clasificaciones a grupos de Semifinalistas, se agregaron los comentarios y opiniones de 2 copresentadoras del Miss USA.
- Los anuncios de Top 8 y Top 4, se hicieron agrupando a las candidatas y realizando nombramiento grupal

## Trivia
- Una candidata anteriormente participó en el certamen de Miss America:
  - Miss Montana USA - Brittany Wiser fue anteriormente Miss Montana 2009.
- Nueve candidatas anteriormente participaron en el certamen de Miss Teen USA:
  - Dos candidatas de Miss New Jersey Teen USA competirán en contra de ellas. Anteriormente nunca había pasado.
  - Miss California USA - Alyssa Campanella fue anteriormente Miss New Jersey Teen USA 2007 y primera finalista en Miss Teen USA 2007.
  - Miss Colorado USA - Blair Adair Griffith fue anteriormente Miss Colorado Teen USA 2006 y ganó Miss Simpatía en Miss Teen USA 2006.
  - Miss Indiana USA - Jillian Wunderlich fue anteriormente Miss Florida Teen USA 2008 y quedó en el Top 15 en Miss Teen USA 2008.
  -  Miss Kansas USA - Jaymie Stokes fue anteriormente Miss Kansas Teen USA 2007 y quedó en el Top 10 y Miss Teen USA 2007.
  - Miss Maine USA - Ashley Lynn Marble fue anteriormente Miss Maine Teen USA 2000 y es la candidata de un Miss Teen USA en que se ha tardado en participar en un Miss USA, ya que Ashley ganó su título 11 en 2000. La que le sigue es Aureana Tseu, Miss Hawaii USA 2009, que participó después del 2001.
  - Miss New Jersey USA - Julianna White fue anteriormente Miss New Jersey Teen USA 2006 y quedó en el Top 10 en Miss Teen USA 2006.
  - Miss New Mexico USA - Brittany Toll fue anteriormente Miss New Mexico Teen USA 2005 y quedó en el Top 10 en Miss Teen USA 2005.
  - Miss Tennessee USA - Ashley Durham fue anteriormente Miss Tennessee Teen USA 2006.
  - Miss West Virginia USA - Whitney Veach fue anteriormente Miss West Virginia Teen USA 2003.
- Una candidata compitió en el certamen de Miss Teen America:
  - Miss Arizona USA - Brittany Dawn Brannon fue anteriormente Miss Teen America 2007.

## Clasificaciones
- Miss Maine USA - Ashley Lynn Marble fue la primera finalista del Miss Maine USA 2011 pero después fue coronada como Miss Maine USA 2011 el 25 de enero de 2011 para reemplazar a la ganadora original Emily Johnson que renunció por una emergencia familiar.

## Recepción
A pesar de que la cantidad de Televidentes para esta edición del certamen aumentó considerablemente, las críticas a los cambios que tuvo el Miss USA fueron en su mayoría negativas. Muchos los Usuarios de Youtube, Facebook y Twitter comentaron que prefieren el sistema y la música anterior y manifestaron decepción al pensar que para Miss Universo 2011 puedan ocurrir cambios similares.